# Nordsim Peak
Der Nordsim Peak ist ein 1566 m hoher Berg im Osten des westantarktischen Ellsworthlands. Er ist die höchste Erhebung der Cantrill-Nunatakker in den Sweeney Mountains.
Der United States Geological Survey nahm von 1961 bis 1962 Vermessungen vor. Das UK Antarctic Place-Names Committee benannte ihn 2004 nach dem Nordsim-Laboratorium im Naturhistoriska riksmuseet in Schwedens Hauptstadt Stockholm.